# Кулаков, Валерий Павлович
Валерий Павлович Кулаков (род. 30 января 1940) — офицер-подводник Военно-Морского флота СССР, службу проходил на атомных подводных лодках на Тихоокеанском флоте, гидронавт-испытатель, первый командир подразделения гидронавтов-испытателей ВМФ СССР, Герой Советского Союза (1979).
В качестве командира экипажа и руководителя глубоководных комплексов неоднократно участвовал в испытаниях и выполнении боевых задач в Атлантическом океане и Средиземном море. Принимал участие в испытаниях специальных глубоководных комплексов. В 1970-х годах в составе экипажа глубоководного комплекса «Селигер» Кулаков впервые в СССР погрузился и выполнил задачу на глубине более 2000 метров в течение нескольких суток.
Капитан 1-го ранга (3.12.1976). В отставке — заместитель председателя Клуба Героев города Москвы и Московской области по социальной работе.

## Биография
Родился 30 января 1940 года в городе Борисоглебске Воронежской области в семье военного лётчика Павла Васильевича (1913—1942) и его жены Веры Фёдоровны (1912—1999). Отец Валерия был лётчиком-истребителем, участником войны в Испании, боев на Халхин-Голе, в годы Великой Отечественной войны стал командиром авиаэскадрильи, а затем командиром 161-го истребительного авиационного полка, погиб в бою 20 июля 1942 года на Ленинградском фронте. Был награждён двумя орденами Красного знамени.
В 1957 году Валерий Кулаков окончил с серебряной медалью 10 классов средней школы в Борисоглебске. Во время учёбы в школе он занимался спортом: борьбой, бегом, лыжными гонками, имел 1-й разряд по лыжам и неоднократно становился чемпионом города. Валерий мечтал стать, также как его отец и родной дядя Герой Советского Союза лётчик-истребитель В. М. Манкевич, лётчиком. Но детской мечте не суждено было сбыться. В 1957 году Валерий поступил на кораблестроительный факультет Высшего военно-морского инженерного училища имени Ф. Э. Дзержинского.

### Служба в Военно-Морском флоте СССР
В 1962 году, после окончания училища, Кулаков был направлен на курсы переподготовки офицеров инженеров-механиков для службы на атомных подводных лодках. В марте 1963 года он был назначен командиром третьей группы первого дивизиона электромеханической боевой части (БЧ-5) атомной подводной лодки Тихоокеанского флота, базировавшейся на Камчатке.
В октябре 1966 года был назначен командиром третьего дивизиона БЧ-5 331-го экипажа крейсерской подводной лодки проекта 659 (Т) «К-151». Участвовал в боевых походах на подводных лодках в Тихом океане, а также в районе боевых действий американского флота в период вьетнамской войны.
За 12 лет службы на подводных лодках Кулаков неоднократно участвовал в выполнении боевых задач в период дальних морских походов и глубоководных испытаниях. В 1972 году на подводной лодке «Б-69» (проект 611П) участвовал в океанском походе и первых испытаниях глубоководного комплекса в составе второго экипажа погружения. Походом руководил основатель отечественной гидронавтики капитан 1 ранга Н. М. Истратов. За этот поход Кулаков был награждён орденом Ленина. В 1974 году участвовал в боевом походе подводной лодки «Б-69» в надводном положении через Северную Атлантику из Кронштадта на Север.
В 1975 году Постановлением ЦК КПСС и Правительства СССР в Военно-морском флоте СССР была официально введена новая профессия — гидронавт. В 1976 году Кулаков был назначен первым командиром подразделения гидронавтов-испытателей в 19-й Центр Министерства обороны СССР, в этой должности он прослужил до 1992 года. В качестве командира экипажа и руководителя глубоководных комплексов неоднократно участвовал в испытаниях и выполнении боевых задач в Атлантическом океане и Средиземном море. Принимал участие в испытаниях специальных глубоководных комплексов. В составе экипажа глубоководного комплекса «Селигер» Кулаков впервые в СССР погрузился и выполнил задачу на глубине более 2000 метров в течение нескольких суток. Курировал создание глубоководного комплекса «Селигер» и подготовку гидронавтов к погружению капитан 1 ранга Н. М. Истратов.
10 января 1979 года Указом Президиума Верховного Совета СССР за мужество и героизм, проявленные при освоении новой техники, капитану 1 ранга-инженеру Валерию Павловичу Кулакову было присвоено звание Героя Советского Союза с вручением ордена Ленина и медали «Золотая Звезда» (№ 11427). Этим же указом были награждены контр-адмирал А. П. Катышев (медаль № 11426) и капитан 1-го ранга Е. А. Барилович (медаль № 11425).
С ноября 1991 года В. П. Кулаков в запасе. Живёт в Москве.
В 1999 году Кулаков вместе с другими героями-подводниками стал соучредителем и основателем Фонда поддержки вдов Героев Советского Союза, Героев Российской Федерации и полных кавалеров ордена Славы.
В настоящее время является заместителем председателя Клуба Героев города Москвы и Московской области по социальной работе и членом Международной академии единства народов мира. Ведёт активную патриотическую работу среди школьников.

## Награды и звания
- Герой Советского Союза (Указ Президиума Верховного Совета СССР от 10 января 1979 года, медаль «Золотая Звезда» № 11427);
- два ордена Ленина (1973, 10.01.1979);
- орден Красного Знамени (1976);
- орден Красной Звезды;
- медаль ордена «За заслуги перед Отечеством» II степени;
- ряд медалей СССР[1][4].

## Семья
Кулаков Валерий Павлович женат на Светлане Витальевне (рожд. 1942), которая работала инженером-строителем. В 1962 году в их семье родилась дочь Елена, работающая в настоящее время врачом московской городской больницы, а в 1969 году родился сын Сергей (сейчас менеджер московского банка). Внуки: Юлия (рожд. 1988), окончила Московский государственный университет имени М. В. Ломоносова; Светлана (рожд. 1998) - студентка Московского государственного университета имени М. В. Ломоносова, Андрей (рожд. 2003), Глеб (рожд. 2005) — школьники.